# Láncara
Láncara è un comune spagnolo di 3 186 abitanti situato nella comunità autonoma della Galizia.